# 河内正一
河内 正一（かわち まさかず、1927年5月10日 - 2001年5月20日）は競輪選手。現役時は日本競輪選手会兵庫支部所属。日本競輪選手養成所創設以前の期前選手で選手登録番号55。
全国争覇競輪（現在の日本選手権競輪）の実用車・軽快車部門において、第3回から第9回まで7連覇を達成。1983年4月5日に選手登録削除されるまで、通算845勝を挙げた。
現役選手でありながらも、日本競輪学校の教官として、同校13期生にあたる、高原永伍や平間誠記らを指導した経験がある。

## 主な獲得タイトル
全て全国争覇競輪の実用車・軽快車部門
- 1950年 - 名古屋競輪場
- 1951年 - 後楽園競輪場・5月、大阪中央競輪場・10月
- 1952年 - 川崎競輪場・5月、後楽園競輪場・11月
- 1953年 - 大阪中央競輪場
- 1954年 - 川崎競輪場